# Die zeitgemäße Schrift
„Die zeitgemäße Schrift - Studienhefte für Schrift und Formgestaltung. Magazine for Lettering, Design and Skript“ war eine in Berlin und Leipzig von Heintze & Blanckertz vierteljährlich verlegte Designzeitschrift. Herausgeber waren Franz Leberecht und Paul Heinrich Richter.
Nachdem bereits 1898 das Schriftmuseum Rudolf Blanckertz gegründet wurde, entschloss sich Rudolf Blanckertz dafür, ein Podium für zeitgemäßes Design zu schaffen, und gründete 1927 die Zeitschrift als eine der ersten Designzeitschriften überhaupt. Diese widmete sich vor allem den traditionellen Strömungen mit Veröffentlichung von Arbeiten von Rudolf Koch oder Friedrich Heinrichsen, vereinzelt schrieben für die Zeitschrift aber auch Modernisten wie Paul Renner, Edward Johnston und Hermann Zapf. Ab 1937 war Klaus Blanckertz, Sohn von Rudolf Blanckertz, der Hauptschriftleiter der Zeitschrift. Die Zeitschrift wurde mit der Nummer 64 1943 kriegsbedingt eingestellt und nach 1945 nicht fortgesetzt. Es erschienen lediglich noch einige Monografien.